# پناهگاه تنب کرم ۱
پناهگاه تنب کرم ۱ مربوط به دوران پارینه‌سنگی جدید - دوران فرادیرینه‌سنگی - دوره هخامنشی است و در شهرستان پاسارگاد، بخش مرکزی، دهستان کمین، روستای قوام آباد، کوه تنب کرم، جنوب معدن الماس بری سیوند واقع شده و این اثر در تاریخ ۲۶ اسفند ۱۳۸۶ با شمارهٔ ثبت ۲۱۹۱۳ به‌عنوان یکی از آثار ملی ایران به ثبت رسیده است.